# 戲說人生
《戲說人生》，香港歌手羅文於1993年推出的國語音樂專輯，台灣創作班底。

## 簡介
羅文表示專輯針對台灣人的口味，詞曲都傾向「比較詩意」的表達。《百姓新聞周刊》的專欄作者馬嘉麗認為專輯耐聽，目標聽眾不是年青人。〈戲說人生〉和〈黃昏〉是電視劇《刺馬》的歌曲，編曲突出中國傳統樂器如二胡，歌詞內容則表達看透世事、不強求的人生態度。後者亦是一首情歌，描寫暮年時「愛人執子之手的宣言」
。快歌方面，則以拉丁風格的〈最愛的壞情人〉和〈選你所愛、愛你所選〉較為突出。
專輯於台灣推出後，首周登上《金曲龍虎榜》第18位，次周第19位。

## 其他版本
羅文於4月27日經星威唱片推出香港版並更名為《戲假情真》，為市場考量添加了粵語版的〈戲說人生〉和〈黃昏〉，分別更名為〈戲假情真〉（林夕詞）及〈一生之中只需給我一次幸運〉（向雪懷詞）。羅文一改以往對改編詞較放任的做法，要求林夕依據其前作〈似是故人來〉的方向為〈戲假情真〉填詞，最後林夕從新上映的電影《霸王別姬》中獲得靈感。羅文亦身穿戲曲服裝為此曲拍攝了音樂錄影帶。
羅文其後推出星馬版，再添兩首國語歌：1993年新加坡武俠劇《蓮花爭霸》的主題曲〈江湖路〉和〈回首紅塵〉。屬義唱性質，新加坡廣播電視局把劇本交給羅文，羅文再自行找創作人。〈江湖路〉由林夕填詞、徐日勤譜曲，〈回首紅塵〉則由卡斯（翁順玉）填詞、馮添枝譜曲；除了新加坡的卡斯其他都是香港人。

## 曲目
| 曲序 | 曲目                                       |        | 作曲   | 时长 |
| ---- | ------------------------------------------ | ------ | ------ | ---- |
| 1.   | 戲說人生（1992年台視連續劇《刺馬》主題曲） | 呂國樑 | 呂國樑 | 4:40 |
| 2.   | 黃昏（1992年台視連續劇《刺馬》片尾曲）     | 夏浩傑 | 夏浩傑 | 4:55 |
| 3.   | 紅塵俗世                                   | 施聖亭 | 夏浩智 | 4:47 |
| 4.   | 最愛的壞情人                               | 八樓   | 陳美美 | 3:38 |
| 5.   | 雨夜驚夢                                   | 張旋   | 徐光義 | 4:47 |
| 6.   | 善變的心                                   | 楊世傑 | 楊世傑 | 4:25 |
| 7.   | 半生緣                                     | 何厚華 | 徐嘉良 | 4:59 |
| 8.   | 占卜                                       | 八樓   | 陳美美 | 3:29 |
| 9.   | 失去你的那個夜晚                           | 郭之儀 | 郭之儀 | 4:58 |
| 10.  | 選你所愛、愛你所選                         | 楊世傑 | 楊世傑 | 4:29 |

## 音樂製作群
- 和聲：福爾摩斯合唱團
- 結他：江建民
- 胡琴：溫金龍
- 混音：郭遠洲
- 色士風：蘇本山